# Hans Wijnberg

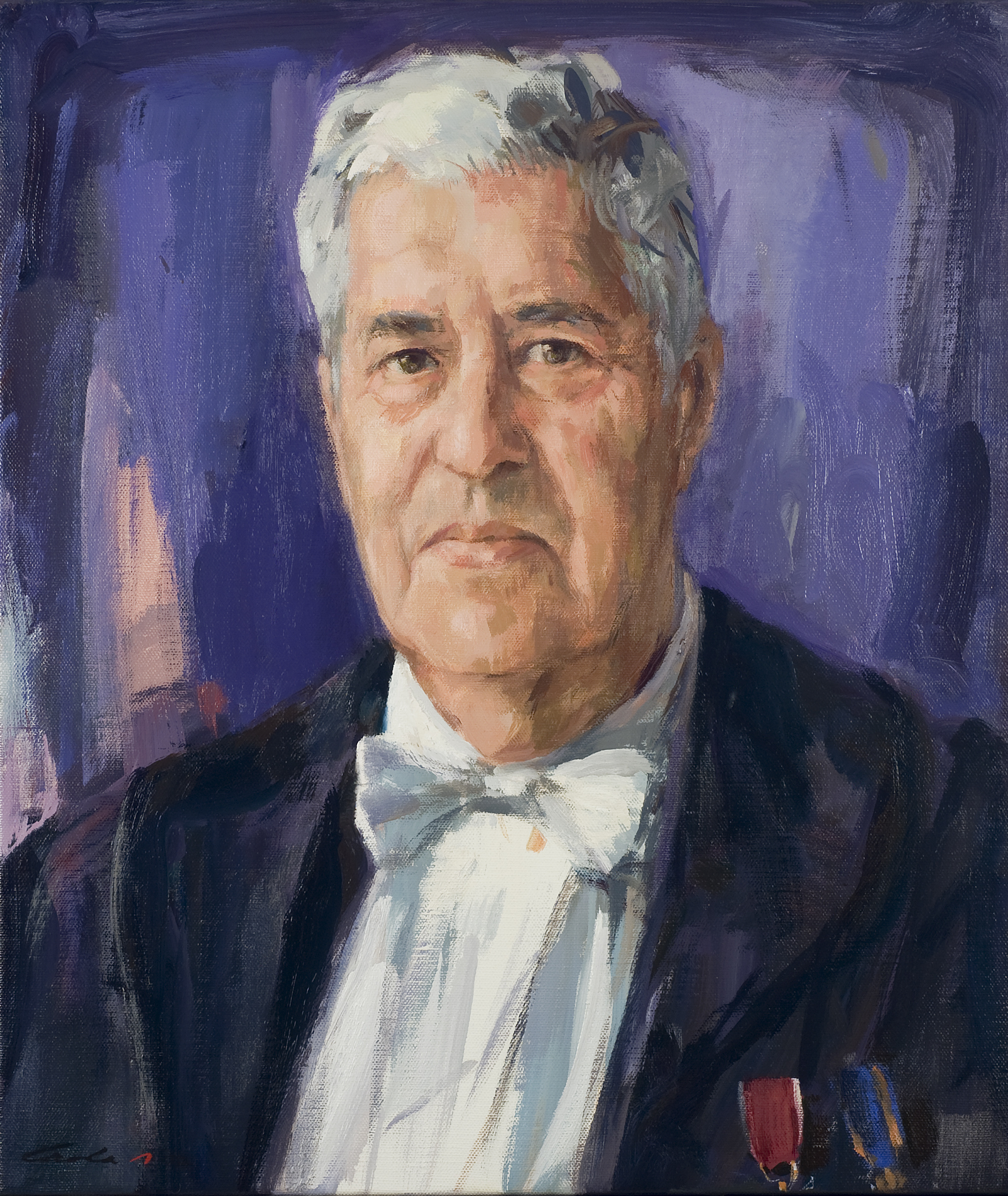
Hans Wijnberg

Hans Wijnberg, auch Hans Wynberg, (* 29. November 1922 in Amsterdam; † 25. Mai 2011 in Midlaren, Gemeinde Tynaarlo, Niederlande) war ein niederländischer Chemiker und Professor.

## Leben
Hans Wijnberg und sein Zwillingsbruder Louis Wijnberg waren vor dem Zweiten Weltkrieg nach New York geflüchtet, da sie als Juden dem kommenden Unheil entfliehen wollten. In den USA wurde er zum Fallschirmspringer ausgebildet. Unter dem Pseudonym Hugh Wynn (you win) war er für das OSS, den Vorläufer der Central Intelligence Agency (CIA) tätig.
1943 trat Wijnberg der US-Armee bei. Zur gleichen Zeit wurden sein Vater, seine Mutter und sein jüngerer Bruder von der SS gefangen genommen, nach Auschwitz deportiert und dort umgebracht. Wijnberg wurde von der OSS rekrutiert. Während der Ausbildung wurden Fred Mayer und Wijnberg enge Freunde. Zum Zeitpunkt der amerikanischen Landung in der Normandie am 6. Juli 1944 waren Wijnberg und Fred Mayer in Nordafrika stationiert. Der ‚bürokratische Sumpf‘ verhinderte zunächst den Einsatz der OSS-Agenten, woraufhin beide eine Versetzung zum Militärischen Aufklärungsdienst beantragten. So gelangte Mayer zur Zentrale des Militärischen Aufklärungdienstes in Bari, Italien, von wo aus Geheimoperationen in Südeuropa und der Alpenregion geplant wurden. Dort wurde die Operation Greenup ins Leben gerufen. Neben Wijnberg und Mayer war daran auch der desertierte Leutnant der Wehrmacht Franz Weber beteiligt. Die von Mayer recherchierten Informationen wurden von Boten an Wijnberg weitergegeben, der aus einem Versteck in der Nähe von Innsbruck als Funker die Daten an die US-Basis in Bari weitergab.
Hans Wijnberg verließ die US-Army 1946 und studierte an der Cornell University Chemie. 1949 erlangte er den Bachelorgrad. 1952 wurde er zum PhD an der Universität von Wisconsin promoviert. Nach einem Postdoktorat an der Universität von Minnesota wurde er Assistenzprofessor in Grinnell (Iowa) und später Associate Professor an der Universität von Tulane. Nach einer Gastprofessur (1959 bis 1960) an der Universität Leiden folgte er 1960 dem Ruf auf den Lehrstuhl für Organische Chemie an der Rijksuniversiteit Groningen (RuG).
Bekannte akademische Schüler von Hans Wijnberg sind der Nobelpreisträger Ben Feringa und Bert Meijer. Im Senatssaal des Academiegebouw der RuG hängt seit 2002 ein Porträt von Wijnberg, gemalt von Carla Rodenberg.
Nach seiner Pensionierung 1987 gründete Wijnberg 1988 zusammen mit Richard Kellogg und Wolter ten Hoeve die Firma Syncom, die Chemikalien produziert und chemisch-technische Dienstleistungen anbietet.
Einen Tag vor seinem Tod wurde Wijnberg im Rahmen einer ZDF-Dokumentation zur Operation Greenup interviewt.

## Ehrungen
- Universitätsmedaille der RuG (1988)[1]
- Wubbo Ockelspreis für „kreative organisch-chemische Synthese“[7]
- Verdienstmedaille der Stadt Innsbruck, posthum verliehen 2011[8]